# Saint-Laurent-en-Gâtines
Saint-Laurent-en-Gâtines là một xã của tỉnh Indre-et-Loire, thuộc vùng Centre-Val de Loire, miền trung nước Pháp.